# مهمة مستحيلة: سقوط
مهمة مستحيلة: سقوط (بالإنجليزية: Mission: Impossible – Fallout)‏ هو فيلم تجسس وحركة أمريكي من إخراج وكتابة كريستوفر ماكويري. الفيلم هو الجزء السادس من سلسلة أفلام المهمة المستحيلة والثاني في السلسلة من إخراج ماكويري بعد أمة منشقة. يشمل طاقم الممثلين توم كروز وفينج راميز وسايمون بيج وريبيكا فيرغسون وشون هاريس وميشيل موناغان وأليك بالدوين، وجميعهم يستعيدون أدوارهم من الأجزاء السابقة، إلى جانب هنري كافيل وفانيسا كيربي وأنجيلا باسيت، الذين انضموا إلى السلسلة. في الفيلم، يجب على إيثان هانت وفريقه تعقب البلوتونيوم المفقود أثناء مراقبته من قِبل عميل بوكالة المخابرات المركزية بعد فشل المهمة.
بدأت المحادثات من أجل إصدار جزء سادس قبل إصدار أمة منشقة عام 2015. تم الإعلان عن الفيلم رسمياً في تشرين الثاني / نوفمبر 2015، مع تأكيد ماكويري بعودته ككاتب ومخرج، وكذلك كمنتج بجانب كروز، وهو التعاون السابع بينهما. استغرق التصوير من نيسان / أبريل 2017 إلى آذار / مارس 2018، في باريس، والمملكة المتحدة، ونيوزيلندا، والنرويج والإمارات العربية المتحدة.
تم عرض مهمة مستحيلة: سقوط لأول مرة في العالم في باريس في 12 يوليو 2018 وتم إصداره في الولايات المتحدة في 27 يوليو 2018. وكان أول جزء في السلسلة يتم إصداره على شكل ريلد ثري دي، كما كان له إصدار محدود من آيماكس. حقق الفيلم نجاحاً كبيراً في شباك التذاكر، حيث حقق أكثر من 791 مليون دولار في جميع أنحاء العالم، مما جعله خامس أعلى فيلم لعام 2018، وهو أعلى فيلم ربح إيرادات في السلسلة، متفوقًا على بروتوكول الشبح (2011). تلقى الفيلم إشادة كبيرة من النقاد الذين مدحوا التصوير والقصة والتمثيل ومشاهد الحركة والمجازفات والموسيقى التصويرية. العديد وصفوه بأفضل أجزاء السلسلة، والبعض عدوه من أفضل أفلام الحركة على الإطلاق.

## القصة
بعد فشل أحد مهمة IMF بشكل ذريع، يهرب سولومون لاين من الحجز، ويجد إيثان هانت ورفاقه أنفسهم مطاردين من قبل قسم خاص من المخابرات الأمريكية.

## بطولة

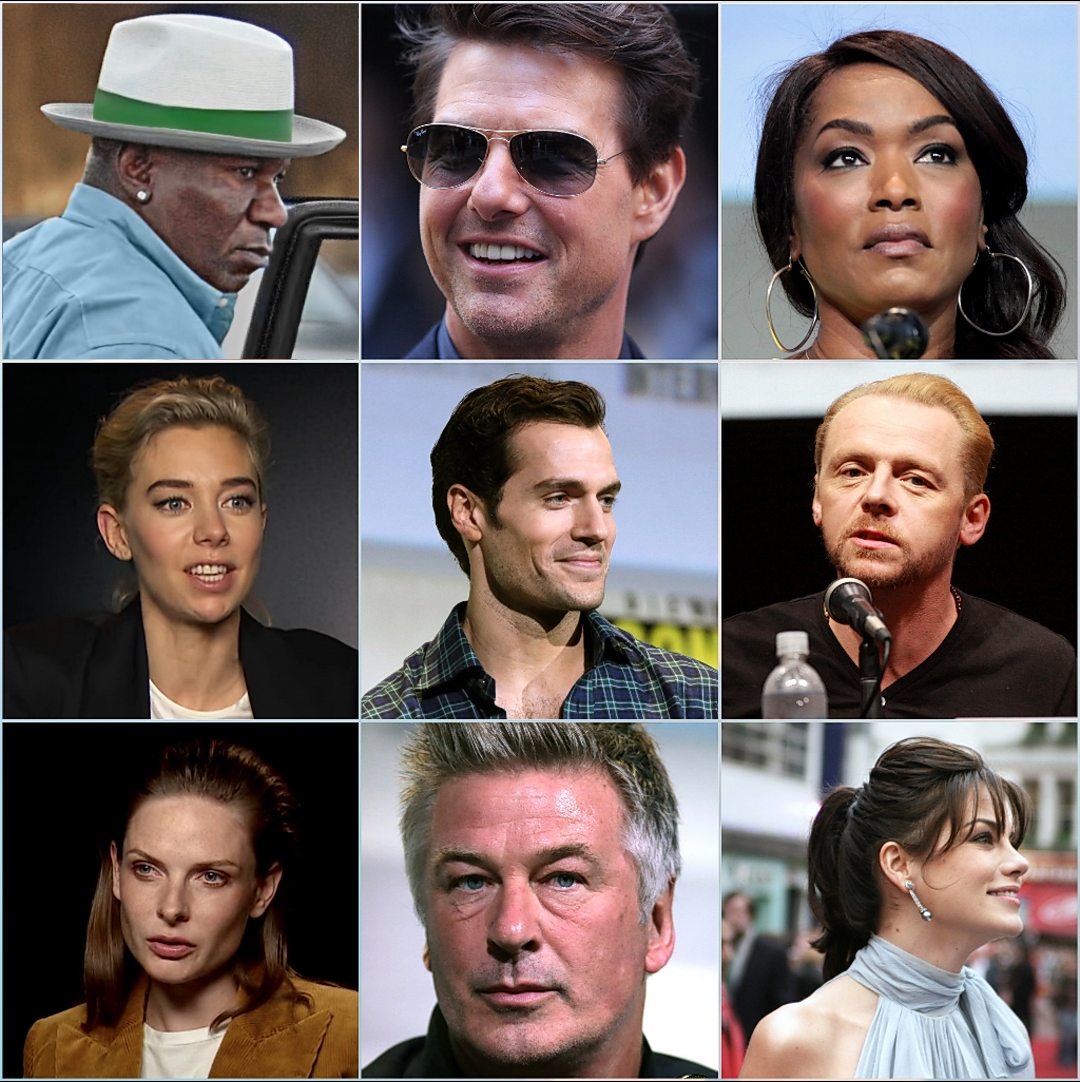
صورة كولاج لطاقم عمل الفيلم.

- توم كروز بدور إيثان هانت، وكيل فريق المهمة المستحيلة وقائد فريق العملاء.[7]
- هنري كافيل بدور أوغوست واكر، قاتل يعمل لشعبة الأنشطة الخاصة المكلفة بمراقبة إيثان وفريقه.[8][9]
- فينج راميز بدور لوثر ستيكل، وكيل صندوق النقد الدولي وعضو في فريق إيثان هانت وأفضل صديق له.[10]
- سايمون بيج بدور بينجي دن، وكيل ميداني تقني لدى صندوق النقد الدولي وعضو في فريق إيثان هانت.[10]
- ريبيكا فيرغسون بدور إلسا فاوست، عميل سابق في جهاز الاستخبارات البريطاني انضم إلى فريق إيثان هانت خلال أمة منشقة.[11]
- شون هاريس بدور سولومون لاين، العقل المدبر الذي كان زعيم النقابة خلال أمة منشقة.[10]
- أنجيلا باسيت بدور إيريكا سلون، المدير الجديد لوكالة المخابرات المركزية، ليحل محل هونلي، ورئيس شركة ووكر.[12]
- ميشيل موناغان بدور جوليا ميد، وهي طبيبة وزوجة إيثان المبعدة.[13]
- أليك بالدوين بدور الآن هانتلي، مدير سابق لوكالة المخابرات المركزية الأمريكية والذي أصبح فيما بعد أمين صندوق النقد الدولي الجديد في نهاية أمة منشقة.[10]
- فريدريك شميدت بدور زولا ميتسوبوليس، شقيق ألانّا، والمنفذ الأساسي وابن ماكس من الجزء الأول.[14]
- فانيسا كيربي بدور الانا ميتسوبوليس، تاجرة أسلحة بالسوق السوداء وابنة ماكس من الجزء الأول.[15]
- ويس بنتلي بدور باتريك، زوج جوليا الثاني.[16]
- كريستوفر جونير بدور نيلس ديبروك، أخصائي أسلحة نووية.
- ليانغ يانغ بدور شرك جون لارك، الرجل الذي كان من المفترض أن يمتلك الاسم المستعار «جون لارك».

بالإضافة إلى ذلك قدم المخرج كريستوفر ماك كويري صوته لشريط المهمة لإيثان هانت في بلفاست.

## الإنتاج

### مرحلة ما قبل الإنتاج
في 23 أيار / مايو 2015 ذكر مجلس باراماونت بيكتشرز بأنهم بدأوا بتحضير الجزء السادس من فيلم المهمة المستحيلة مع طاقم توم كروز، وجاي جاي أبرامز مع شركة باد روبوت برودكشن، مع حضور ديفيد إليسون ودانا غولدبيرغ لإنتاج الفيلم لسكاي دانس برودكشنز جنباً إلى جنب مع شركة دون جرانجر ومات غريم المنتجة. في 28 تمّوز / يوليو 2015 أكد توم كروز في برنامج ذا ديلي شو مع جون ستيوارت أنه تم بالفعل البدء بعمل جزء سادس، وقال لجون ستيوارت أن تصوير الفيلم سيبدأ في صيف عام 2016. في 2 أغسطس 2015 قال روب مور المدير التنفيذي لشركة بارامونت بيكتشرز لمجلة فاريتي أن قصة ونتيجة الفيلم كانوا متواجدين قبل البدء بالعمل، مشيرًا إلى أنهم «سعداء جدا لتطوير هذا الفيلم مع توم كروز»، و«يجب أن يكون هناك جزء آخر». في 19 كانون الأول / نوفمبر 2015 أعلنت شركة باراماونت أنها قد استأجرت كريستوفر ماك كويري مرة أخرى لكتابة الفيلم في حين كان من الممكن أن ينتج الفيلم أيضًا، كان الاستوديو يتحرك بسرعة مع الخطط ليبدأ في آب / أغسطس 2016. في 30 تشرين الثاني / نوفمبر 2015 أكد كريستوفر ماك كويري من خلال حسابه على تويتر أنه سوف يعود لإنتاج الفيلم وأنه سوف ينتج الفيلم جنباً إلى جنب مع توم كروز. وبهذا يكون المخرج كريستوفر ماك كويري هو أول مخرج يقوم بإخراج أكثر من فيلم في أفلام السلسلة. في 8 كانون الثاني / ديسمبر 2015 أكدت مجلة شوبيز411 أن بطلة الجزء الخامس ريبيكا فيرغسون ستعود للبطولة مرة أخرى.
في 19 آب / أغسطس 2016 ذكرت صحيفة هوليوود ريبورتر أن شركة باراماونت قد أوقفت إنتاج الفيلم قبل إنتاجه بسبب خلاف حول الراتب بين توم كروز وإدارة الاستوديو، حيث كان يريد توم كروز أن يحصل على رقم مساوي أو أكثر من الذي دُفِع له من قبل استوديوهات يونيفرسال عند قيامه بفيلم المومياء. في 16 أيلول / سبتمبر أكدت صحيفة هوليوود ريبورتر أن نزاع توم كروز على الراتب مع الاستوديو قد تم حله وسوف يبدأ الإنتاج في ربيع 2017. في تشرين الثاني / نوفمبر ذكر جيريمي رينر الذي كان في بروتوكول الشبح وأمة منشقة أنه غير متأكد إذا كان يستطيع أن يكون في الجزء السادس، وذلك بسبب تنازع المواعيد مع استوديوهات مارفل في فيلمي المنتقمون: الحرب اللانهائية (2018) وتتمة بلا عنوان (2019).
في شباط / فبراير كشف ماكويري أن الفيلم سيشمل المزيد من المعلومات عن حياة إيثان هانت الشخصية. في 13 حزيران / يونيو 2017 أعلنت ميشيل موناغان أنها سوف تعود كزوجة لإيثان هانت بدور جوليا ميد. الممثل شون هاريس والذي دوره (سولومون لاين) هو أول شرير يظهر مرتين بالسلسلة. لم يظهر النجم جيرمي رينر في هذا الفيلم بسبب التزامه لعالم مارفل السينمائي. الممثلة ريبيكا فيرغسون هي أول ممثلة تتولى البطولة النسائية لمرتين في السلسلة. حلّ الممثل هنري كافيل محل النجم توم كروز في فيلم الرجل من يو.إن.سي.إل.إي. (2015) بسبب انشغال كروز بالفيلم.

### التصوير السينمائي

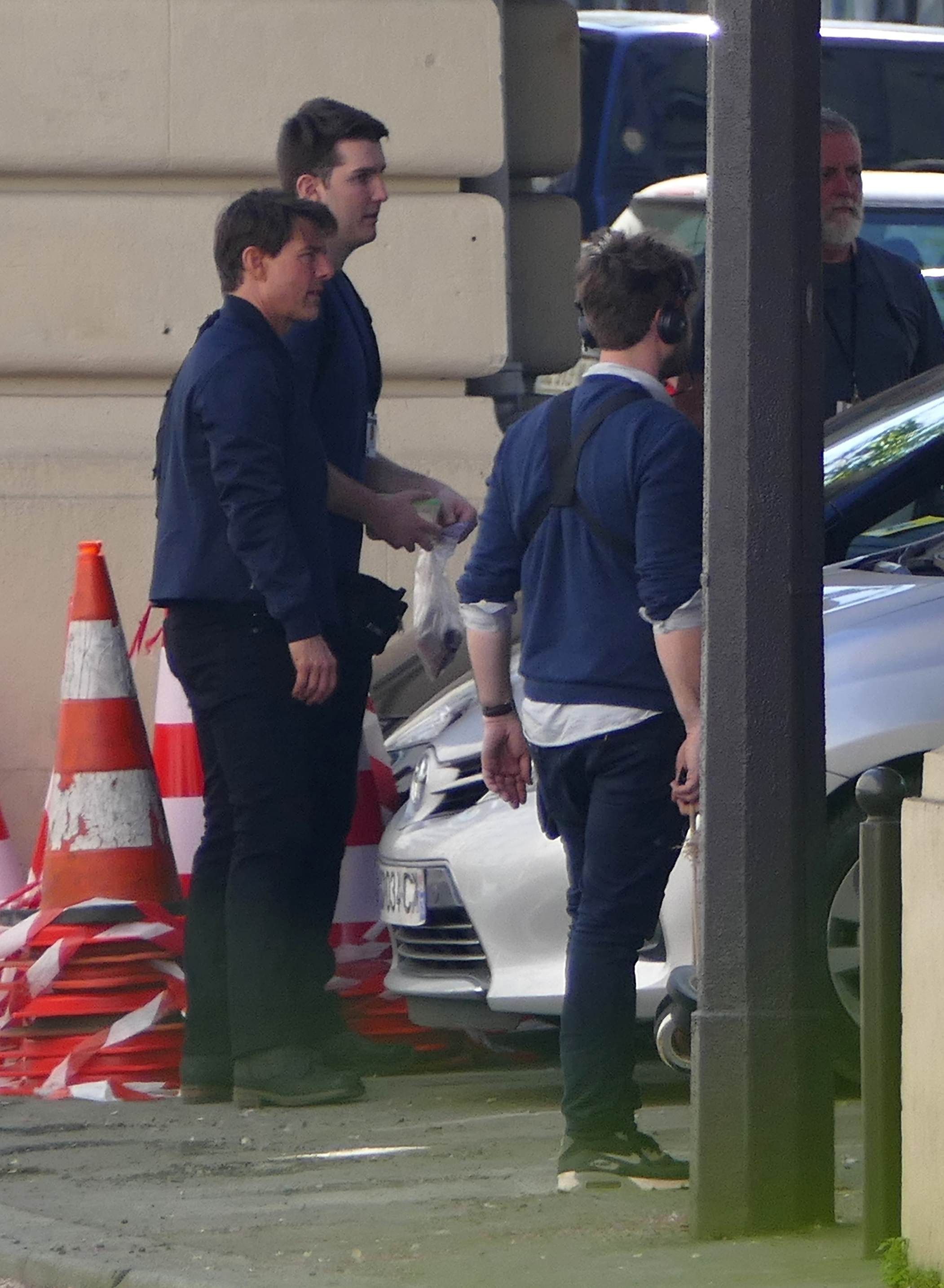
توم كروز قبل القيام بأحد المشاهد الخطيرة في باريس، شارع غاريبالدي، تاريخ 9 نيسان/أبريل 2017.

كان من المقرر أن يبدأ التصوير في باريس في 10 نيسان/أبريل، ومواقع أخرى في بريطانيا والهند ونيوزيلندا والنرويج. بدأ التصوير رسمياً في 8 نيسان / أبريل 2017. تم تصوير بعض المشاهد بالقرب من موقع الهجمات الإرهابية وإطلاق النار (هجوم الشانزلزيه) بجانب محلات ماركس أند سبنسر تم تصوير الفيلم باستخدام الكاميرات الرقمية إيماكس 3D. بعض التصوير كان يجري أيضًا في نيوزيلندا في شهر تمُّوز / يوليو من 2017. سمحت بلدية فورساند في النرويج بإغلاق جبل بريكستولن لفترة من الزمن في الخريف لتصوير الفيلم؛ سُمِح لأفراد طاقم الفيلم بالمكوث في الجبل لمدة تسعة أيام متتالية، كما سُمِح لهم بحصول ما يصل إلى 50 هبوطاً من طائرات الهليكوبتر يومياً. تدرب النجم توم كروز ما يقرب من العام حتى تمكن من تأدية الحركات الخطيرة بنفسه في الفيلم.
في آب / أغسطس 2017 أُصيبت الساق اليمنى لتوم كروز في لندن خلال التصوير، حيث كان قد أُصيب بكسور بعد إصراره على القيام بأحد المشاهد الخطرة بنفسه بالقفز من مبنى إلى مبنى باستخدام آلات وحبال لرفعه، إلا أنه اختل توازنه واصطدم بالبناية. واتضح فيما بعد أنه تم كسر كاحله، أُوقِف الاستوديو بعد الحادثة لمدة تسعة أسابيع على الأقل لشفاء الكاحل والإصابات الأخرى، تم تأجيل موعد عرض الفيلم إلى منتصف 2018 بعد أن كان من المتوقع أن يُطلق مع أعياد الميلاد، وأصدر بياناً قالوا انهم سيحافظون على تاريخ الصدور في تمّوز / يوليو 2018، واستأنف التصوير في أوائل تشرين الأول / أكتوبر 2017، حيث أكمل توم كروز بعد سبعة أسابيع من إصابته الأولى وقبل أسبوعين من الموعد المقرر. في 25 كانون الثاني / يناير 2018 تم الكشف عن العنوان ليكون تحت اسم المهمة المستحيلة: سقوط (بالإنجليزية: Mission Impossible - Fallout)‏ وفي 4 شباط / فبراير 2018 تم إصدار الإعلان التشويقي للفيلم.
اختتم التصوير في الإمارات العربية المتحدة في 25 أذار / مارس 2018. وشمل الإنتاج في الإمارات العربية المتحدة تصويرًا لقفزة افتراضية عالية الارتفاع نزولاً بمظلة باراشوت قام بها توم كروز بنفسه. كان المشهد يتطلب من كروز وطاقم العمل أن يتدربوا على نفق رياح عمودي أرضي، ثم استخدموا طائرة عسكرية من طراز بوينغ سي-17 غلوب ماستر 3 لتخطي أكثر من مائة قفزة من حوالي 25,000 قدم (7,600 م). كما كان من المقرر أن يتم تعيين المشهد بالقرب من غروب الشمس، حيث يمكنهم فقط القفز مرة واحدة في اليوم لمحاولة الحصول على اللقطة. أحد أكبر التحديات التي واجهت فريق التأثيرات المرئية كان استبدال صحراء أبو ظبي بباريس، حيث تجري القفزة في الفيلم. أعاد الفنانون إنشاء «قصر الشانزليزيه الكبير» باستخدام الصور المرجعية، وفحوصات ليدار والتصوير الفوتوغرافي من لقطات الطائرات التي تم التقاطها فوق المبنى.

### تأثيرات بصرية
تم توفير التأثيرات المرئية بواسطة تأثير DNEG وBlind LTD وأشرف عليها هاو ايفانز واندرو بوث وجودي جونسون بمساعدة واحد من شركة ذا ثيرد فلور.

## الموسيقى
تم تأليف موسيقى الفيلم من قبل لورن بالف. تم اختيار بالف من قبل ماك كويري ليكون ملحن للفيلم في نيسان / أبريل 2017، ليحل محل المؤلف السابق جوي كريمر.
أشاد بعض النقاد بالموسيقى بأنها «مليئة بالإثارة» ومتوازنة بين الثقل والحماسة. تم إصدار الألبوم الرقمي من خلال باراماونت ميوزيك في 14 تمّوز / يوليو 2018. وتم إصدار الموسيقى التصويرية الفيزيائية في وقت لاحق من الشهر بواسطة لا لا لاند ريكوردز.
جميع الموسيقى من تلحين لورن بالف.
| 1.            | "A Storm is Coming"              | 1:12    |         |         |         |         |         |         |         |         |         |
| 2.            | "Your Mission"                   | 2:14    |         |         |         |         |         |         |         |         |         |
| 3.            | "Should You Choose to Accept..." | 2:34    |         |         |         |         |         |         |         |         |         |
| 4.            | "The Manifesto"                  | 1:44    |         |         |         |         |         |         |         |         |         |
| 5.            | "Good Evening, Mr. Hunt"         | 4:19    |         |         |         |         |         |         |         |         |         |
| 6.            | "Change of Plan"                 | 5:47    |         |         |         |         |         |         |         |         |         |
| 7.            | "A Terrible Choice"              | 2:54    |         |         |         |         |         |         |         |         |         |
| 8.            | "Fallout"                        | 1:30    |         |         |         |         |         |         |         |         |         |
| 9.            | "Stairs and Rooftops"            | 6:00    |         |         |         |         |         |         |         |         |         |
| 10.           | "No Hard Feelings"               | 4:20    |         |         |         |         |         |         |         |         |         |
| 11.           | "Free Fall"                      | 4:14    |         |         |         |         |         |         |         |         |         |
| 12.           | "The White Widow"                | 4:42    |         |         |         |         |         |         |         |         |         |
| 13.           | "I Am the Storm"                 | 2:07    |         |         |         |         |         |         |         |         |         |
| 14.           | "The Exchange"                   | 5:54    |         |         |         |         |         |         |         |         |         |
| 15.           | "Steps Ahead"                    | 1:02    |         |         |         |         |         |         |         |         |         |
| 16.           | "Escape Through Paris"           | 5:05    |         |         |         |         |         |         |         |         |         |
| 17.           | "We Are Never Free"              | 6:57    |         |         |         |         |         |         |         |         |         |
| 18.           | "Kashmir"                        | 4:29    |         |         |         |         |         |         |         |         |         |
| 19.           | "Fate Whispers to the Warrior"   | 3:54    |         |         |         |         |         |         |         |         |         |
| 20.           | "And the Warrior Whispers Back"  | 3:56    |         |         |         |         |         |         |         |         |         |
| 21.           | "Unfinished Business"            | 1:49    |         |         |         |         |         |         |         |         |         |
| 22.           | "Scalpel and Hammer"             | 5:10    |         |         |         |         |         |         |         |         |         |
| 23.           | "The Syndicate"                  | 6:00    |         |         |         |         |         |         |         |         |         |
| 24.           | "Cutting on One"                 | 3:42    |         |         |         |         |         |         |         |         |         |
| 25.           | "The Last Resort"                | 2:55    |         |         |         |         |         |         |         |         |         |
| 26.           | "Mission: Accomplished"          | 1:15    |         |         |         |         |         |         |         |         |         |
| المدة الكلية: | المدة الكلية:                    | 1:35:45 | 1:35:45 | 1:35:45 | 1:35:45 | 1:35:45 | 1:35:45 | 1:35:45 | 1:35:45 | 1:35:45 | 1:35:45 |

## الإصدار
تم إصدار الفيلم في الولايات المتحدة و36 دولة أخرى في 27 تمّوز / يوليو 2018 بواسطة باراماونت بيكتشرز على شكل ريال 3 دي وآيماكس وآيماكس 3 دي، وتم إصداره في 31 آب / أغسطس 2018 في الصين. عُرِض الفيلم لأول مرة في باريس في 12 يوليو 2018.
تم إصدار أول مقطع تشويقي في 4 شباط / فبراير 2018، خلال سوبر بول إل أي أي، والثاني في 16 أيار / مايو 2018. أنفق التسويق للفيلم ما يقارب 140 مليون دولار للترويج العالمي والإعلانات.

### وسائل الاعلام المحلية
تم إصدار الفيلم للتنزيل الرقمي في 20 تشرين الثاني / نوفمبر 2018 وتم إصداره على دي في دي وبلو راي وألترا اتش دي بلو راي في 4 كانون الأول / ديسمبر 2018. تشمل الإصدارات الرقمية وبلو راي ما وراء الكواليس، ومونتاج لمشاهد محذوفة.

## الاستقبال

### شباك التذاكر
حقق مهمة مستحيلة: سقوط 220,2 مليون دولار في الولايات المتحدة وكندا، و570,9 مليون دولار في الأقاليم الأخرى، بإجمالي عالمي بلغ 791 مليون دولار، مقابل ميزانية إنتاج بلغت 178 مليون دولار. وبهذا يكون أول فيلم في مسيرة توم كروز يتجاوز 700 مليون دولار. وهو أيضاً أول فيلم من إنتاج باراماونت يصل إلى أكثر من 200 مليون دولار محلياً منذ المتحولون: عصر الانقراض عام 2014.
في الولايات المتحدة وكندا، تم إصداره إلى جانب انطلاق أبطال التايتنز إلى الأفلام، كان من المتوقع أن يصل الإجمالي إلى ما بين 48 و65 مليون دولار في عطلة نهاية الأسبوع الافتتاحية، ووصلت بعض التقديرات إلى 75 مليون دولار. افتُتِح الفيلم في 4,386 مسرح، وبهذا يكون هذا الجزء أكبر افتتاحية في السلسلة وأوسع افتتاحية لجزء سابع على الإطلاق. حقق الفيلم 6 ملايين دولار من معاينات ليلة الخميس (بما في ذلك مليون دولار من فحوصات أي ماكس)، وهو أعلى رقم في السلسلة ورقم قياسي لتوم كروز، وبهذا يكون أعلى من أمة منشقة بنسبة 66٪ زيادة بـ4 ملايين دولار. وصل في أول ظهور إلى 61.2 مليون دولار، وهو أفضل ما في السلسلة وثاني أعلى مستوى في مسيرة توم كروز. حقق 35 مليون دولار في عطلة نهاية الأسبوع الثانية ليبقى في المقدمة، ومُيز بأنه أفضل إطار في أفلام السلسة. حقق الفيلم 20 مليون دولار في عطلة نهاية الأسبوع الثالثة، ليحتل المركز الثاني بعد الفيلم الوافد الجديد ذا ميغ.
في مناطق أخرى كان من المتوقع حصد بين 75-80 مليون دولار من 36 دولة، من إجمالي ميزانية افتتاح قُدِرت بنحو 135 مليون دولار. حقق 15 مليون دولار في أول يوم، بما في ذلك 2.8 مليون دولار فقط في كوريا الجنوبية. انتهى الفيلم بفائض في الإيرادات، حيث بلغ 92 مليون دولار في خارج الولايات المتحدة مقابل 153.5 مليون دولار في جميع أنحاء العالم. كانت الإيرادات أكبر أسواقها في كوريا الجنوبية (24.9 مليون دولار) والمملكة المتحدة (9.5 مليون دولار) والهند (8.2 مليون دولار). بحلول نهاية الأسبوع الثالث من إطلاقه، كانت أكبر الأسواق خارج الولايات المتحدة: كوريا الجنوبية (46.4 مليون دولار)، المملكة المتحدة (22.4 مليون دولار)، الهند (13.5 مليون دولار)، تايوان (11.9 مليون دولار)، المكسيك (10.8 مليون دولار)، البرازيل (9.6 مليون دولار) والإمارات العربية المتحدة (6.4 مليون دولار).

### استجابة الجمهور

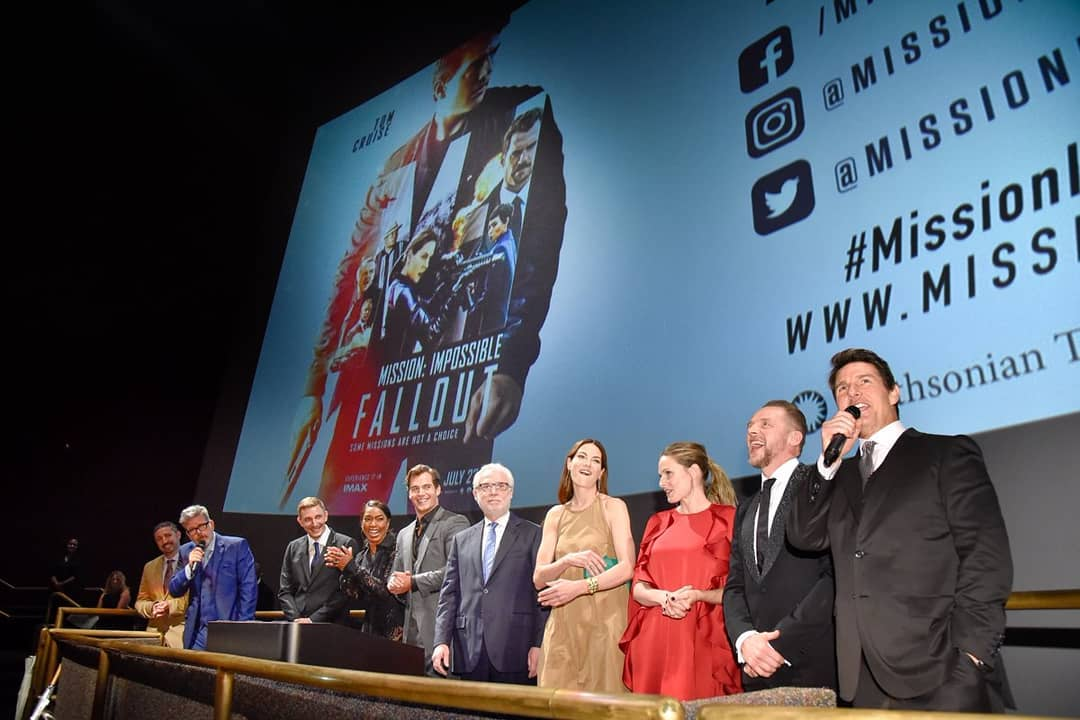
طاقم عمل الفيلم في حدث ترويجي للفيلم في 22 تمّوز / يوليو 2018.

عند مراجعة مجمّع روتن توميتوز، حصل الفيلم على نسبة موافقة تبلغ 97٪ بناءً على 391 مراجعة، بمتوسط تقييم بلغ 10/8.37. كان الإجماع النقدي للموقع على أنه: «سريع، وأنيق، وممتع. مهمة مستحيلة: سقوط يرقى إلى الجزء المستحيل من السلسلة فهو وضع علامة مجنونة عالية الامتياز في السلسلة كلها». في ميتاكريتيك حصل الفيلم على 86 درجة من أصل 100، على أساس 60 منتقداً، مشيراً إلى «إشادة عالمية». في استطلاع رأي الجمهور على بوستبارك (بالإنجليزية: PostTrak)‏ أُعطى الفيلم 84٪ نتيجة إيجابية و65٪ «بالتأكيد موصى به»، في حين أن سينماسكور ذكر أن رواد السينما أعطوه درجة متوسطة من "A" على مقياس A+ إلى F، وهو أعلى مستوى على الإطلاق بالنسبة للسلسلة.
وصف بيتر ديبروج من مجلة فارايتي الفيلم بأنه «أكثر الأجزاء إثارة حتى الآن»، قائلاً: «يؤمن بماكويري بشكل واضح في إنشاء سلسلة ثابتة متماسكة: مشاهد قتالية متوترة، وعضلية، ونظيفة، ويتم تصويرها وتحريرها بطريقة تجعل الجغرافيا المكانية لها حس». أعطى ديفيد إيرليك من مجلة إندي واير الفيلم درجة "A" ووصفه بأنه واحد من أفضل أفلام الحركة على الإطلاق، حيث كتب «فيلم سقوط هو الفيلم الذي وعدنا به دائماً، وهو يستحق الانتظار». كما أعطى كريس ناشاواتي من مجلة إنترتينمنت ويكلي الفيلم "A"، معلقاً على كروز «إنه لا يزال نجم هوليوود الأكثر جوعاً في السينما»، والسلسلة تصبح «أفضل، وأكثر مرونة وأكثر إثارة للاهتمام مع كل جزء». وأثنى جورج سيمبسون من صحيفة ديلي إكسبريس على أن هذا العمل هو «وحشي والضربات همجية، والقلب ينبض، والرهانات فيه عالية للغاية، وهو ما يحفز الشخص في بعض الأحيان»، مضيفًا أن «سقوط هو تحسن على جميع إخفاقات الأفلام السابقة، ومع جميع الجوانب أفضل منهم» وأعطى الفيلم خمسة من أصل خمسة نجوم. لخص تيم روبي من ديلي تلغراف الفيلم بأنه «مذهل ورائع»، واعتبره «الفيلم الرائج للصيف» مع «مؤامرة مبهجة»، ووصف الفيلم وسلسلة أفلامه بأنها «كامتياز جيمس بوند». كما صنف الفيلم خمسة من أصل خمسة نجوم.
وصف روبرت أبيلي من ذا راب كروز بأنه "نجم سينمائي دائم الخضرة مع القلب المتهور من الرجل البهلوان"، وأنه "يضع كل جهد يمكن القيام به في العمل الطويل الشاق للحفاظ على الامتياز الضخم." أشاد تود مكارثي من هوليوود ريبورتر بالمخرج كريستوفر ماكواري، قائلاً أنه مع مهمة مستحيلة: سقوط "يتصدر ما فعله مع كروز منذ ثلاثة أعوام"، كما أنه خصص لفانيسا كيربي للعب بدور فيه "مزيج من الأناقة والمرحة السريعة". كتبت جي ار كينارد من بوب ماترز: "على الرغم من أنه يفتقر إلى الإنسانية الحازمة كشيء مثل فيلم جورج ميلر ماد ماكس: فيوري رود (2015)، المهمة المستحيلة: سقوط لا يعتبر أقل إثارة وذلك يدعي للإعجاب في تفانيه وفي العمل القائم على الشخصيات والمؤثرات الخاصة. تيم غريرسون من سكرين دايلي: "توم كروز في شكل القتال في هذا الفيلم هو الأروع في السلسلة... إنه دائم النضج ويبدو أصغر في العمر وغير قابل للتوقف على ما يبدو"، إضافة إلى ذلك أن "الجزء السادس في السلسلة هو من أكثر الأفلام تميزًا، حيث يقدم كمية متقاربة من متواليات العمل الهائلة مقترنة بشخصية درامية بارعة وحصيلتها الحياة أو الموت." بيتر برادشو من الغارديان أعطى الفيلم ثلاثة من أصل خمسة نجوم، قائلاً: "ليس هناك الكثير من الفكاهة في الحوار كما كان من قبل"، لكنه أضاف "أن حوادث الانهيار والبترولهيد هي ما يتوقع أنه سبب هذا الامتياز. وهذا ما يفعله بمرح."
كتب نيك ونكرتون من سايت آند ساوند أنه "منافسًا قويًا للامتياز السينمائي والأكثر تناغماً خلال السنوات الـ25 الماضية، قدمت أفلام المهمة المستحيلة أيضًا حالة دراسة في فكرة الممثل كمحترف، مع استمرار توم كروز في تقديم نفسه على أنه شاشة خاملة في سقوط.

## الجوائز والترشيحات
| الجائزة                             | تاريخ الحفل    | نوع الجائزة                         | المستلم                                            | النتيجة     | مراجع         |
| ----------------------------------- | -------------- | ----------------------------------- | -------------------------------------------------- | ----------- | ------------- |
| جوائز الأكاديمية البريطانية للأفلام | 10 فبراير 2019 | أفضل صوت                            | جيلبرت لايك، وجيمس ماثر، وكريستوفر منرو ومايك سميث | رُشِّح         | [ 80 ]        |
| جائزة اختيار النقاد للأفلام         | 13 يناير 2019  | أفضل فيلم حركة                      | مهمة مستحيلة: سقوط                                 | فوز         | [ 81 ]        |
| جائزة اختيار النقاد للأفلام         | 13 يناير 2019  | أفضل تأثيرات بصرية                  |                                                    | رُشِّح         | [ 81 ]        |
| جوائز نقابة مديري المواقع           | 21 سبتمبر 2019 | مواقع متميزة في الفيلم المعاصر      | ديفيد كامبيل-بيل، بين بيلتز                        | في الانتظار | [ 82 ]        |
| جوائز نقابة مديري المواقع           | 21 سبتمبر 2019 | لجنة الفيلم المتميزة                | كي جي جينينجز - فيلم أوتاجو ساوثلاند               | في الانتظار | [ 82 ]        |
| جوائز خيار الشعب                    | 11 نوفمبر 2018 | فيلم الحركة لعام 2018               | مهمة مستحيلة: سقوط                                 | رُشِّح         | [ 83 ]        |
| جوائز خيار الشعب                    | 11 نوفمبر 2018 | نجم فيلم الحركة لعام 2018           | توم كروز                                           | رُشِّح         | [ 83 ]        |
| جوائز خيار الشعب                    | 11 نوفمبر 2018 | نجم الفيلم لعام 2018 (ذكر)          | توم كروز                                           | رُشِّح         | [ 83 ]        |
| جوائز خيار الشعب                    | 11 نوفمبر 2018 | فيلم العام (2018)                   | مهمة مستحيلة: سقوط                                 | رُشِّح         | [ 83 ]        |
| جائزة زحل                           | 13 سبتمبر 2019 | أفضل فيلم أكشن أو مغامرة            |                                                    | في الانتظار |               |
| جائزة زحل                           | 13 سبتمبر 2019 | أفضل ممثل                           | توم كروز                                           | في الانتظار |               |
| جائزة زحل                           | 13 سبتمبر 2019 | أفضل كتابة                          | كريستوفر ماكويري                                   | في الانتظار |               |
| جائزة زحل                           | 13 سبتمبر 2019 | أفضل مؤثرات خاصة                    |                                                    | في الانتظار |               |
| جائزة نقابة ممثلي الشاشة            | 27 يناير 2019  | الأداء المتميز لأفضل فرقة في الحركة | مهمة مستحيلة: سقوط                                 | رُشِّح         | [ 84 ]        |
| جمعية سياتل لنقاد السينما           | 17 ديسمبر 2018 | أفضل صورة للعام                     | مهمة مستحيلة: سقوط                                 | رُشِّح         | [ 85 ] [ 86 ] |
| جمعية سياتل لنقاد السينما           | 17 ديسمبر 2018 | أفضل تصوير سينمائي                  | روب هاردي                                          | رُشِّح         | [ 85 ] [ 86 ] |
| جمعية سياتل لنقاد السينما           | 17 ديسمبر 2018 | أفضل تعديل فيلم                     | إيدي هاملتون                                       | فوز         | [ 85 ] [ 86 ] |
| جمعية سياتل لنقاد السينما           | 17 ديسمبر 2018 | أفضل نتيجة                          | لورن بالف                                          | رُشِّح         | [ 85 ] [ 86 ] |
| جمعية سياتل لنقاد السينما           | 17 ديسمبر 2018 | أفضل تأثيرات بصرية                  | جودي جونسون                                        | فوز         | [ 85 ] [ 86 ] |

## التتمة
أعلن كروز يوم 14 يناير 2019 أن المهمة السابعة والثامنة: الأفلام المستحيلة سوف يتم تصويرها مباشرة مع كتابة ماكواري وتوجيه كلا الفيلمين في 23 يوليو 2021 و5 أغسطس 2022. في فبراير 2019، أكدت فيرجسون عودتها للجزء السابع.

## روابط خارجية
- مهمة مستحيلة: سقوط على موقع IMDb (الإنجليزية)
- مهمة مستحيلة: سقوط على موقع ميتاكريتيك (الإنجليزية)
- مهمة مستحيلة: سقوط على موقع روتن توميتوز (الإنجليزية)
- مهمة مستحيلة: سقوط على موقع نتفليكس (الإنجليزية)
- مهمة مستحيلة: سقوط على موقع قاعدة بيانات الأفلام العربية
- مهمة مستحيلة: سقوط على موقع ألو سيني (الفرنسية)
- مهمة مستحيلة: سقوط على موقع Turner Classic Movies (الإنجليزية)
- مهمة مستحيلة: سقوط على موقع أول موفي (الإنجليزية)
- مهمة مستحيلة: سقوط على موقع بوكس أوفيس موجو (الإنجليزية)
- مهمة مستحيلة: سقوط على موقع فيلمافينيتي (الإسبانية)